# Фаткуллин, Губай Салимович
Губа́й Сали́мович Фатку́ллин  (баш. Ғөбәй Сәлим улы Фәтҡуллин; 5 [18] августа 1914 — 5 сентября 2012, Учалы, Учалинский район, Башкортостан, Россия) — советский передовик сельскохозяйственного производства, Герой Социалистического Труда (1957).

## Биография
Родился 5 (18) августа 1914 года в деревне Кунакбаево Верхнеуральского уезда Оренбургской губернии (ныне Учалинского района Республики Башкортостан) в крестьянской семье. Башкир.
В 1934 году окончил два курса Башкирского государственного педагогического института (ныне Уфимский университет науки и технологий), после чего работал учителем Байрамгуловской школы. В 1935—1937 годах — учитель Пестречинской школы. С 1937 года — заместитель редактора пестречинской районной газеты «За большевистский колхоз». В 1938 году окончил Казанский педагогический институт.

## Служба в РККА
В 1939 году был призван в Рабоче-крестьянскую Красную Армию. В 1940 году принимал участие в Бессарабской кампании.
В ходе Великой Отечественной войны участвовал в составе Московского Краснознамённого военно-авиатехнического училища в обороне Москвы. В 1945 году — участник Советско-японской войны.

## Послевоенные годы
Демобилизовавшись из армии в 1946 году, вернулся в родной район, где был принят на работу редактором районной газеты «Зауралец». С 1948 года он — инструктор отдела пропаганды Учалинского райкома ВКП(б).
В 1950 году был избран председателем колхоза «Совет», считавшегося одним из самых отсталых. За короткое время новый председатель вывел колхоз в передовые в Башкирской АССР. Колхоз «Совет» вышел на первое место в районе по урожайности зерновых, а также достиг больших успехов в животноводстве и растениеводстве. Освоено несколько тысяч гектаров целинных и залежных земель. Построены десятки производственных и социальных объектов. Колхоз четыре раза становился участником ВДНХ СССР.
В 1957 году поступил в заочную Высшую партийную школу при ЦК КПСС. В 1958 году направлен на работу заведующим отделом культуры Учалинского районного совета. В 1960 году вернулся на должность председателя колхоза «Совет».

## Высшая награда
За особые заслуги в освоении целинных и залежных земель, проведении уборки урожая и хлебозаготовок Указом Президиума Верховного Совета СССР от 11 января 1957 года Губаю Салимовичу Фаткуллину присвоено звание Героя Социалистического Труда с вручением ордена Ленина и золотой медали «Серп и Молот».

## На пенсии
После выхода на пенсию в 1974 году продолжал работать директором дома отдыха «Озеро Ургун», а также вести активную общественную деятельность (старший инструктор по учебной работе Учалинского райсовета Всесоюзного добровольного пожарного общества).
Умер 5 сентября 2012 года на 99-м году жизни в городе Учалы.

## Награды
- Герой Социалистического Труда (1957)
- орден Ленина (1957)
- орден Отечественной войны I степени (1985)
- орден «Знак Почёта» (1971)
- многие медали